# Bankenunie
De bankenunie van de Europese Unie is de overdracht van de verantwoordelijkheid voor het bankbeleid van het nationale naar het EU-niveau in verschillende EU-lidstaten, geïnitieerd in 2012 als reactie op de eurozonecrisis. De aanleiding voor de bankenunie was de kwetsbaarheid van talrijke banken in de eurozone, en de vaststelling van een vicieuze cirkel tussen de kredietvoorwaarden voor deze banken en het soevereine krediet van hun respectieve thuislanden ("bank-soevereine vicieuze cirkel"). In verschillende landen werden particuliere schulden die het gevolg waren van een vastgoedzeepbel, omgezet in overheidsschulden als gevolg van reddingsoperaties voor het banksysteem en overheidsreacties op de vertragende economieën na de zeepbel. Omgekeerd leidde een zwakte van de overheidskredieten tot een verslechtering van de balanspositie van de banksector, niet in het minst wegens de grote binnenlandse soevereine posities van de banken.
Vanaf medio 2020 bestaat de bankenunie van de Europese Unie hoofdzakelijk uit twee belangrijke initiatieven, het gemeenschappelijk toezichtmechanisme en het gemeenschappelijk afwikkelingsmechanisme, die zijn gebaseerd op het "single rulebook" of gemeenschappelijk financieel regelgevingskader van de EU. Het SSM is op 4 november 2014 in werking getreden en het SRM is op 1 januari 2015 volledig in werking getreden. De meeste beschouwingen over de bankenunie beschouwen deze als onvolledig door het ontbreken van een Europese depositoverzekering. De Europese Commissie deed in november 2015 een wetgevingsvoorstel voor een Europees depositoverzekeringsstelsel, maar het is niet aangenomen door de medewetgevers van de EU.
Tot oktober 2020 was de geografische reikwijdte van de Bankenunie identiek aan die van de eurozone. Andere niet-eurolidstaten van de EU kunnen tot de Bankunie toetreden volgens een procedure die bekend staat als nauwe samenwerking. Bulgarije en Kroatië hebben verzoeken om nauwe samenwerking ingediend, respectievelijk in juli 2018 en mei 2019. Na een formele goedkeuring van deze verzoeken in juni 2020 is de Europese Centrale Bank op 1 oktober 2020 begonnen met het toezicht op de grotere Bulgaarse en Kroatische banken.

## Naam
Het vroegst geregistreerde publieke gebruik van de uitdrukking "bankenunie" in de context van de eurozonecrisis was in een artikel van geleerde Nicolas Véron dat bijna gelijktijdig werd gepubliceerd door Bruegel, het Peterson Institute for International Economics en VoxEU.org (een website van CEPR) in december 2011. Het liep parallel met het eerdere pleidooi voor een fiscale unie door diverse waarnemers en beleidsmakers in dezelfde context, met name in Duitsland in de tweede helft van 2011. Volgens Véron was de uitdrukking hem aangereikt door Maarten Verwey, ambtenaar van de Europese Commissie. Vanaf april 2012 werd de uitdrukking later gepopulariseerd door de financiële pers, aanvankelijk met verwijzing naar het gebruik ervan door Bruegel-geleerden. Vanaf juni 2012 werd het steeds vaker gebruikt in het publieke beleidsdebat, onder meer door de Europese Commissie.

## Achtergronden en totstandkoming
De integratie van bankregulering wordt al lang nagestreefd door EU-beleidsmakers, als aanvulling op de interne markt voor kapitaal en, vanaf de jaren negentig, van de eenheidsmunt. Door grote politieke obstakels, zoals de bereidheid van lidstaten om instrumenten van financiële repressie en economisch nationalisme te behouden, mislukten eerdere pogingen om een Europees kader voor bankentoezicht te creëren, onder meer tijdens de onderhandelingen over het Verdrag van Maastricht in 1991 en het Verdrag van Nice in 2000. In de loop van de jaren 2000 leidde de opkomst van pan-Europese bankgroepen door grensoverschrijdende fusies en overnames (zoals de aankoop van Abbey National door Santander Group, HypoVereinsbank door UniCredit en Banca Nazionale del Lavoro door BNP Paribas) tot hernieuwde oproepen tot integratie van het bankbeleid, niet in de laatste plaats door het Internationaal Monetair Fonds, maar met beperkte beleidsactie buiten de oprichting van het Comité van Europese bankentoezichthouders in 2004.
De verslechtering van de kredietvoorwaarden tijdens de eurozonecrisis, en in het bijzonder de besmetting van financiële instabiliteit naar grotere lidstaten van de eurozone vanaf medio 2011, leidde tot een hernieuwd denken over de onderlinge afhankelijkheid tussen bankbeleid, financiële integratie, en financiële stabiliteit. Op 17 april 2012 herhaalde IMF-directeur Christine Lagarde haar eerdere pleidooien voor integratie van het bankbeleid door specifiek te verwijzen naar de noodzaak dat de monetaire unie van de euro "...wordt ondersteund door sterkere financiële integratie, die volgens onze analyse de vorm zou moeten aannemen van eengemaakt toezicht, één enkele bankresolutieautoriteit met een gemeenschappelijke achtervang, en één enkel depositoverzekeringsfonds." De week daarop, op 25 april 2012, heeft Europese Centrale Bank President Mario Draghi deze oproep door in een toespraak voor het Europees Parlement op te merken dat "Het waarborgen van een goed functionerende EMU impliceert dat het toezicht op en de afwikkeling van banken op Europees niveau worden versterkt". Suggesties voor een meer geïntegreerd Europees bankentoezicht werden verder besproken tijdens een informele bijeenkomst van de Europese Raad op 23 mei 2012, en lijken op dat moment te worden gesteund door de Franse president François Hollande, de Italiaanse premier Mario Monti, en Europese Commissie voorzitter José Manuel Barroso. De Duitse bondskanselier Angela Merkel signaleerde een zekere mate van convergentie over deze agenda toen zij op 4 juni 2012 verklaarde dat de Europese leiders "ook zullen praten over de mate waarin we systeemrelevante (belangrijke) banken onder een specifiek Europees toezicht moeten plaatsen".

## Single Rulebook
Het single rulebook is een naam voor de EU-wetten die gezamenlijk de financiële sector in de hele Europese Unie regelen. De bepalingen van het single rulebook zijn vastgelegd in drie belangrijke wetgevingsbesluiten:
- Verordening en richtlijn kapitaalvereisten (ook bekend als CRD IV; Verordening (EU) nr. 575/2013 van 26 juni 2013; Richtlijn 2013/36/EU van 26 juni 2013), die de Bazel III kapitaalvereistens voor banken.
- Deposit Guarantee Scheme Directive (DGSD; Richtlijn 2014/49/EU van 16 april 2014), die depositoverzekering regelt voor het geval een bank niet in staat is haar schulden te betalen..[11]
- Bankherstel- en resolutierichtlijn (BRRD; Richtlijn 2014/59/EU van 15 mei 2014), die een kader vaststelt voor het herstel en de afwikkeling van kredietinstellingen en beleggingsondernemingen die failliet dreigen te gaan.

## Single Supervisory Mechanism

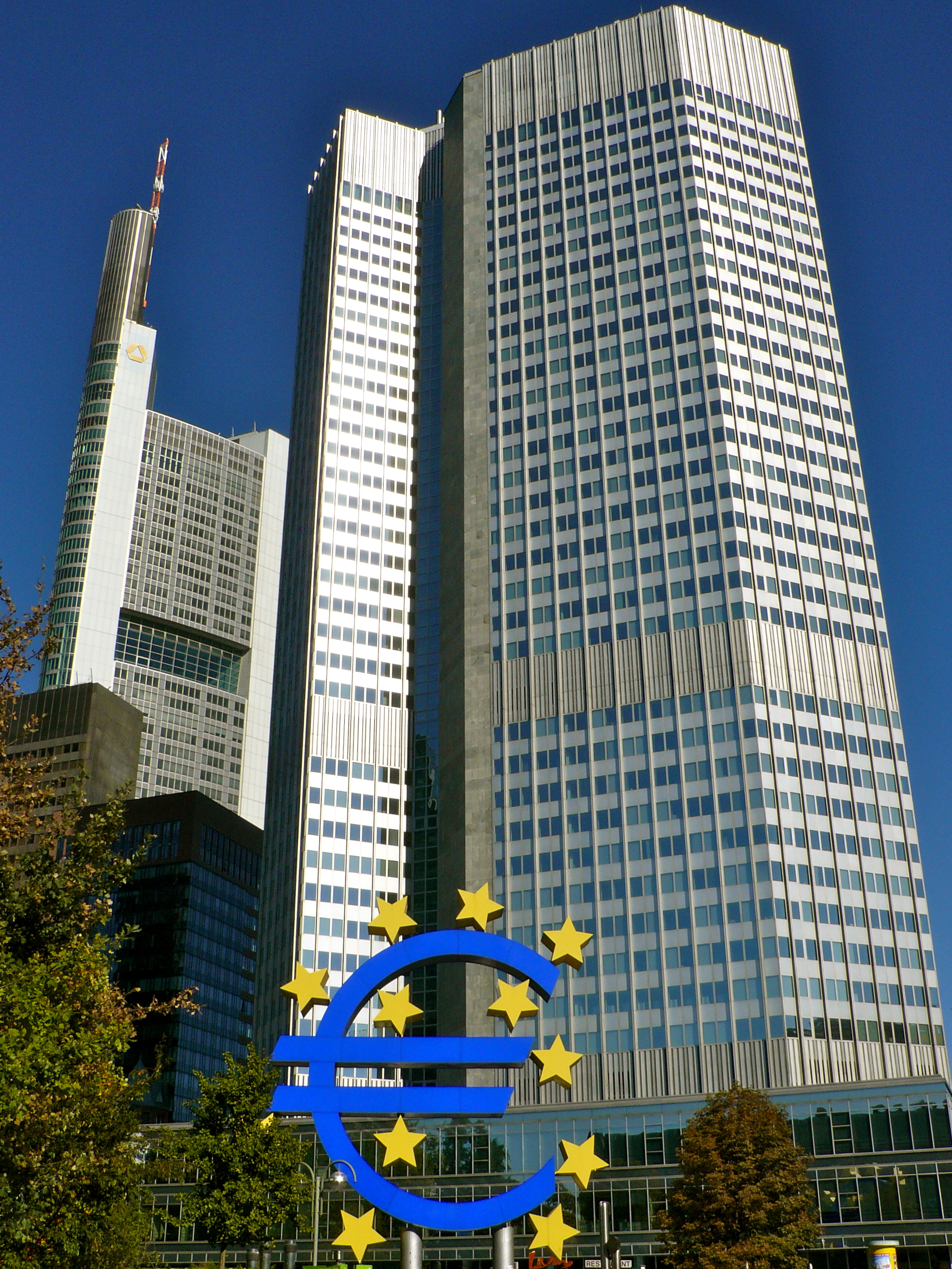
Eurotower

De eerste pijler van de bankenunie is het Single Supervisory Mechanism (SSM), dat de Europese Centrale Bank (ECB) een leidende toezichthoudende rol krijgt over banken in de eurozone. Deelname is automatisch voor alle lidstaten van de eurozone, en optioneel voor andere EU-lidstaten via het proces dat bekend staat als "nauwe samenwerking" en dat is ingesteld bij de SSM-verordening van oktober 2013.
Hoewel alle banken in de deelnemende staten onder toezicht van de ECB zullen staan, gebeurt dit in samenwerking met de nationale toezichthouders. De bankgroepen die door het GTM worden aangeduid als "significante instellingen", waaronder alle banken met activa van meer dan 30 miljard euro of 20% van het bbp van de lidstaat waar ze gevestigd zijn, staan onder direct toezicht van de ECB. Kleinere banken, in de bankenunie bekend als "minder significante instellingen", blijven onder direct toezicht staan van de nationale toezichthouders van de lidstaat waar ze gevestigd zijn, hoewel de ECB indirect toezicht houdt en ook de bevoegdheid heeft om het directe toezicht op elke bank over te nemen. Het toezichtregime van de ECB omvat het uitvoeren van stresstests op financiële instellingen. Indien problemen worden geconstateerd, heeft de ECB de mogelijkheid om vroegtijdig in de bank in te grijpen om de situatie recht te zetten, bijvoorbeeld door kapitaal- of risicolimieten vast te stellen of door wijzigingen in het beheer te eisen.
Het GTM is vastgesteld bij Verordening (EU) nr. 1024/2013 van de Raad van 15 oktober 2013 tot toewijzing aan de Europese Centrale Bank van specifieke taken betreffende het beleid op het gebied van het prudentieel toezicht op kredietinstellingen, bekend als de GTM-verordening. Aangezien deze EU-verordening is gebaseerd op artikel 127, lid 6, van het Verdrag betreffende de werking van de Europese Unie VWEU, is zij met eenparigheid van stemmen door de Raad vastgesteld, met slechts een adviserende rol voor het Europees Parlement. Om de instemming van het Verenigd Koninkrijk te verkrijgen, was het echter van cruciaal belang om tegelijkertijd een hervorming van de EBA verordening van 2010 (Verordening (EU) nr. 1022/2013 van het Europees Parlement en de Raad van 22 oktober 2013 tot wijziging van Verordening (EU) nr. 1093/2010 tot oprichting van een Europese toezichthoudende autoriteit (Europese Bankautoriteit), wat betreft de toewijzing van specifieke taken aan de Europese Centrale Bank overeenkomstig Verordening (EU) nr. 1024/2013 van de Raad), waardoor het Europees Parlement in de praktijk een vetorecht en dus een belangrijke rol in het wetgevingsproces kreeg. Voor toekomstige wijzigingen van de GTM-verordening kan ook eenparigheid van stemmen in de Raad vereist zijn.
De Europese Commissie kwam in september 2012 met haar voorstel voor het SSM. Het Europees Parlement en de Raad werden het op 19 maart 2013 eens over de specifieke kenmerken van het SSM. Het Parlement heeft op 12 september 2013 voor de SSM- en EBA-verordeningen gestemd, en de Raad van de Europese Unie heeft op 15 oktober 2013 zijn goedkeuring gegeven.
Zoals bepaald in de GTM-verordening heeft de ECB op 4 november 2014 haar toezichthoudende bevoegdheid op zich genomen.

## Single Resolution Mechanism

EU-leden die tot het verdrag kunnen toetreden

Het Single Resolution Mechanism (SRM) is in het leven geroepen om de richtlijn betreffende herstel en afwikkeling van banken centraal uit te voeren in de landen van de bankenunie, met inbegrip van een Single Resolution Fund (SRF) om resolutieoperaties te financieren. Het SRF wordt gewaardeerd op 1% van de gedekte deposito's van alle kredietinstellingen waaraan in de deelnemende lidstaten vergunning is verleend (naar schatting ongeveer 55 miljard euro), te vullen met bijdragen van de deelnemende banken gedurende een oprichtingsfase van acht jaar die eindigt op 31 december 2023. Een belangrijke drijfveer is de impact van omvallende banken op de staatsschuld van individuele staten te verlichten en zo de vicieuze cirkel bank-soeverein te verkleinen. Alle EU-lidstaten die deelnemen aan het SSM, alle niet-eurolanden met een overeenkomst voor "nauwe samenwerking", zijn ook deelnemer aan het SRM.
De Single Resolution Board, een nieuw agentschap dat is opgericht als de institutionele spil van het SRM, is rechtstreeks verantwoordelijk voor de afwikkeling van belangrijke instellingen die onder toezicht van de ECB staan.
Het SRM is tot stand gekomen via een wetgevingsbesluit dat bekend staat als de SRM-verordening ("Verordening van het Europees Parlement en de Raad tot vaststelling van eenvormige regels en een eenvormige procedure voor de afwikkeling van kredietinstellingen en bepaalde beleggingsondernemingen in het kader van een gemeenschappelijk afwikkelingsmechanisme en een gemeenschappelijk afwikkelingsfonds voor banken, en tot wijziging van Verordening (EU) nr. 1093/2010 van het Europees Parlement en de Raad"). Daarnaast werd een intergouvernementele overeenkomst (IGA) gesloten om de specifieke voorwaarden voor de financiering van het SRF te regelen ("Overeenkomst inzake de overdracht en mutualisatie van bijdragen aan het gemeenschappelijk afwikkelingsfonds"). De SRM-verordening werd in juli 2013 voorgesteld door de Europese Commissie. Het Parlement en de Raad van de Europese Unie bereikten op 20 maart 2014 een akkoord over de verordening. Het Europees Parlement heeft de verordening op 15 april goedgekeurd, wat leidde tot de inwerkingtreding ervan op 19 augustus 2014. De intergouvernementele overeenkomst (IGA) werd op 21 mei 2014 ondertekend door alle 26 EU-lidstaten, met uitzondering van Zweden. De inwerkingtreding ervan was afhankelijk van de ratificatie van de overeenkomst door staten die 90% vertegenwoordigen van de Stemming in de Raad van de Europese Unie Gewogen stemming bij gekwalificeerde meerderheid van de aan het SSM en het SRM deelnemende staten. Dit werd bereikt op 30 november 2015, toen alle deelnemende staten met uitzondering van Griekenland en Luxemburg hadden geratificeerd. Griekenland heeft op 7 december geratificeerd. De overeenkomst is op 1 januari 2016 in werking getreden voor de aan het SSM en het SRM deelnemende staten. Luxemburg heeft vervolgens op 11 januari 2016 geratificeerd.

## Europese depositoverzekering en reglementaire behandeling van soevereine risico's
Vanaf het begin van 2012 hebben voorstanders van een bankenunie aangedrongen op de noodzaak een Europese depositoverzekering op te zetten om de vicieuze cirkel tussen banken en overheden te doorbreken. Dit onderdeel van de bankenunie is aanvankelijk echter controversiëler geweest dan het SSM of SRM, vanwege het sterke signaal dat het met zich meebrengt van grensoverschrijdende risicodeling. In november 2015 publiceerde de Europese Commissie een wetgevingsvoorstel voor een Europees depositoverzekeringsstelsel (EDIS), maar dit kreeg geen tractie in het daaropvolgende wetgevingsproces, zelfs niet nadat de Commissie in oktober 2017 haar project afzwakte door een gedeeltelijke implementatie voor te stellen. In juni 2019 gaf de Europese Commissie toe dat er wellicht een geheel nieuw voorstel nodig zou zijn om de visie van een Europese depositoverzekering tot bloei te brengen.
Een van de redenen voor het mislukken van het EDIS-voorstel is dat het een onevenwichtige aanpak bevatte om de vicieuze cirkel tussen banken en overheden te doorbreken, aangezien het slechts één belangrijk onderdeel van die vicieuze cirkel aanpakte - het feit dat depositoverzekeringen alleen op nationaal niveau worden verstrekt - terwijl het een ander onderdeel intact liet - namelijk, het voortbestaan van geconcentreerde binnenlandse overheidsposities bij de meeste banken in de eurozone, of met andere woorden, het feit dat banken in de eurozone bij de kredietverlening aan overheden de voorkeur lijken te geven aan hun thuisland, ondanks het feit dat er binnen de monetaire unie geen wisselkoersrisico bestaat. De financiële en politieke relevantie van deze uitdaging, die in brede kring wordt aangeduid als de "reglementaire behandeling van soevereine risico's" (RTSE), werd niet onmiddellijk onderkend in de eerste debatten over de bankenunie. In 2015-2016 onderzocht een werkgroep op hoog niveau van het EFC, maar er werd geen consensus bereikt en het eindverslag werd niet openbaar gemaakt.
Het verband tussen de twee thema's Europese depositoverzekering en RTSE is erkend door EU-ambtenaren en ingebed in onderhandelingskaders van de raad. Vanaf medio 2020 is er echter nog geen tastbare vooruitgang geboekt bij het bereiken van een beleidsconsensus.